# Comuna Dașkivți, Litîn
Dașkivți (în ucraineană Дашківці) este o comună în raionul Litîn, regiunea Vinnița, Ucraina, formată din satele Dașkivți (reședința), Iskrînea și Lukașivka.

## Demografie
Componența lingvistică a satului Dașkivți
     Ucraineană (98,52%)
     Rusă (1,16%)
     Alte limbi (0,09%)
Conform recensământului din 2001, majoritatea populației satului Dașkivți era vorbitoare de ucraineană (98,52%), existând în minoritate și vorbitori de rusă (1,16%).